# Modrowroniec
Modrowroniec (Gymnorhinus cyanocephalus) – gatunek średniego ptaka z rodziny krukowatych (Corvidae). Zamieszkuje zachodnią część Ameryki Północnej. Osiadły.

## Taksonomia
Jedyny przedstawiciel rodzaju Gymnorhinus. Nie wyróżnia się podgatunków.

## Charakterystyka

### Morfologia
Wygląd zewnętrzny: Pióra jasnoniebieskie przechodzące w szare w dolnych partiach ciała. Krótki ogon. Długi, silny, ostro zakończony czarny dziób, którego wygląd może się różnić między osobnikami zamieszkującymi inne obszary (ptaki znalezione na północy miały krótsze i chudsze dzioby niż te z południa). Oczy i nogi czarne. Dymorfizm płciowy nieznaczny – samiec ma ciemniejszy czubek głowy, a dziób samicy jest nieco dłuższy. Jego charakterystyczną cechą, w przeciwieństwie do większości krukowatych, jest brak piór zakrywających nozdrza na dziobie.
Rozmiary: Długość ciała ok. 25,5–29 cm, rozpiętość skrzydeł wahająca się między 44 cm a 48 cm.
Masa ciała: Samiec ok. 111 g, samica ok. 99 g, podawany również zakres 90–120 g.

## Występowanie

### Środowisko
Suche zbocza górskie, tereny pagórkowate w pobliżu lasów, gdzie występują sosny jednoigielne (Pinus monophylla) – główne źródło pokarmu modrowrońców. Spotykane również w zbiorowiskach bylicy, wysokich krzewach z rodzaju Quercus i innych borach sosnowych.

### Zasięg występowania
Zamieszkuje tereny od środkowego Oregonu i południowej Montany do centralnej Arizony, Nowego Meksyku i północno-zachodniej Oklahomy. Wielkość zajmowanego terytorium jest szacowana na 2,28 mln km².

## Pożywienie
Wszystkożerne. Spożywają nasiona Pinus edulis, sosny jednoigielnej (P. monophylla), sosny ościstej (P. aristata), sosny giętkiej (P. flexilis), żołędzie, szyszkojagody i inne dziko występujące jagody oraz – zwłaszcza w sezonie zimowym – ziarna (kukurydza, sorgo, pszenica, owies, jęczmień), a poza tym okazjonalnie: jaja innych ptaków, owady (m.in. gąsienice, chrząszcze, prostoskrzydłe i mrówki), pajęczaki, jaszczurki, węże, pisklęta i małe ssaki.
Brak piór na dziobie umożliwia G. cyanocephalus łatwiejsze zdobywanie pokarmu poprzez wyciąganie go z szyszki.

## Tryb życia i zachowanie
Gatunek stadny. Modrowrońce łączą się w grupy liczące od 50 do nawet 500 osobników. Większość ptaków pozostaje w swoich pierwotnych stadach. Osobniki przemieszczające się to zazwyczaj młode samice, które podczas tych wędrówek pokonują krótkie dystanse.
Modrowrońce szukają pożywienia w grupach od późnego sierpnia, wybierając nasiona z szyszek, z których każda zawiera ich około 20. Ptaki jedzą je bezpośrednio po wyciągnięciu lub ukrywają pokarm w dziuplach albo zakopują w ziemi, by spożyć go później. Zaobserwowano, jak poszczególne osobniki przeskakują nad innymi podczas poszukiwania pokarmu w podłożu. Jeżeli pożywienie nie jest dostępne na zwyczajowo zamieszkiwanym terenie, G. cyanocephalus mogą przemieszczać się poza swoje terytorium. Zauważono pamięć przestrzenną u niektórych osobników - były one w stanie odnaleźć ukryty przez siebie pokarm po upływie kilku dni od jego schowania, również pod śniegiem.
Stada powstają czasami z udziałem gatunków takich jak dzięcioł włochaty (Picoides villosus), dzięcioł kosmaty (Picoides pubescens), dzięcioł różowoszyi (Coloptes auratus), orzechówka popielata (Nucifraga columbiana) lub szpak zwyczajny (Sturnus vulgaris), jednak obecność tych ptaków nie gra istotnej roli w utrzymaniu stada.
W czasie okresu lęgowego stado dzieli się na dwie części – jedna składa się z rozmnażających się ptaków, a druga skupia młode osobniki niedojrzałe płciowo. Czasem powstaje również trzecia grupa, w której skład wchodzą pary mające za sobą nieudane pierwsze podejście do rozmnażania i podejmujące drugą próbę.
Długość życia: zarejestrowano osobniki na wolności dożywające 16 lat.

### Głos
Najczęściej wydawanym dźwiękiem jest wysokie, nosowe caw.

## Rozród

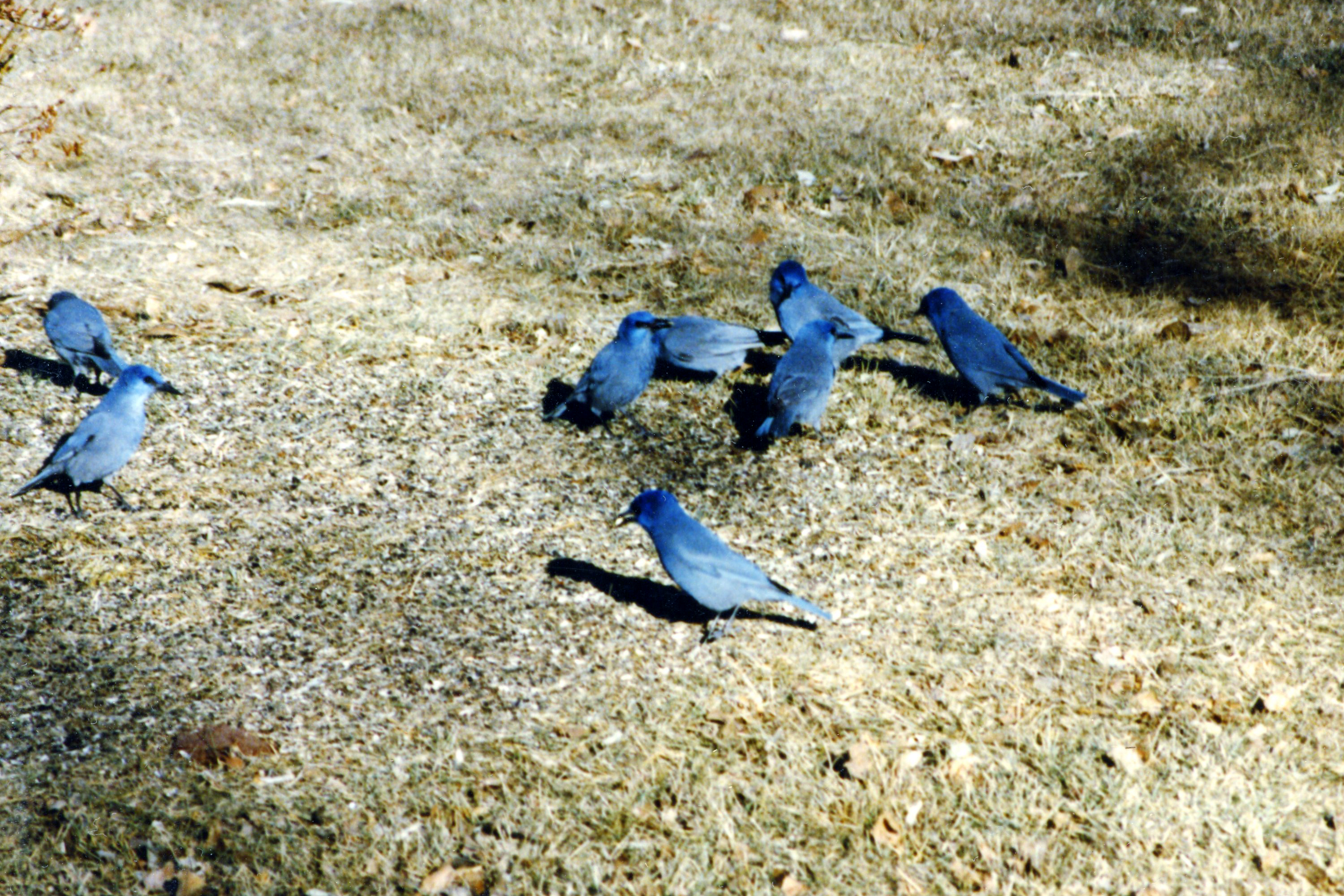
Grupa modrowrońców poszukująca pożywienia na ziemi

### Okres godowy
Toki: w celu zdobycia partnera, samce (czasem również samice) oferują potencjalnemu partnerowi pokarm. Podczas zalotów samica może podążać za samcem lub trzepotać skrzydłami, prosząc o jedzenie. Ptaki łączące się w pary chodzą wspólnie po ziemi, prezentując się partnerowi, czyszczą wzajemnie swoje skrzydła, a samiec często oferuje samicy gałązki.
Habitat: modrowrońce gniazdują w grupach; na gniazda wybierają dęby, sosny i jałowce.
Gniazdo: budowane przez obu partnerów z gałązek, kory, igieł sosnowych i trawy; znajduje się ok. 1–2 m nad ziemią. Samiec dostarcza większość materiału, a samica zajmuje się kompozycją gniazda. Powstaje ono między lutym a kwietniem. W pobliżu terenów miejskich zaobserwowano, że w skład materiałów budulcowych gniazda modrowrońców wchodzą sztuczne materiały, papier i śmieci.

### Okres lęgowy
Trwa od późnego kwietnia do czerwca. Zaobserwowano jedną populację modrowrońców w Nowym Meksyku, która rozmnaża się na jesień.

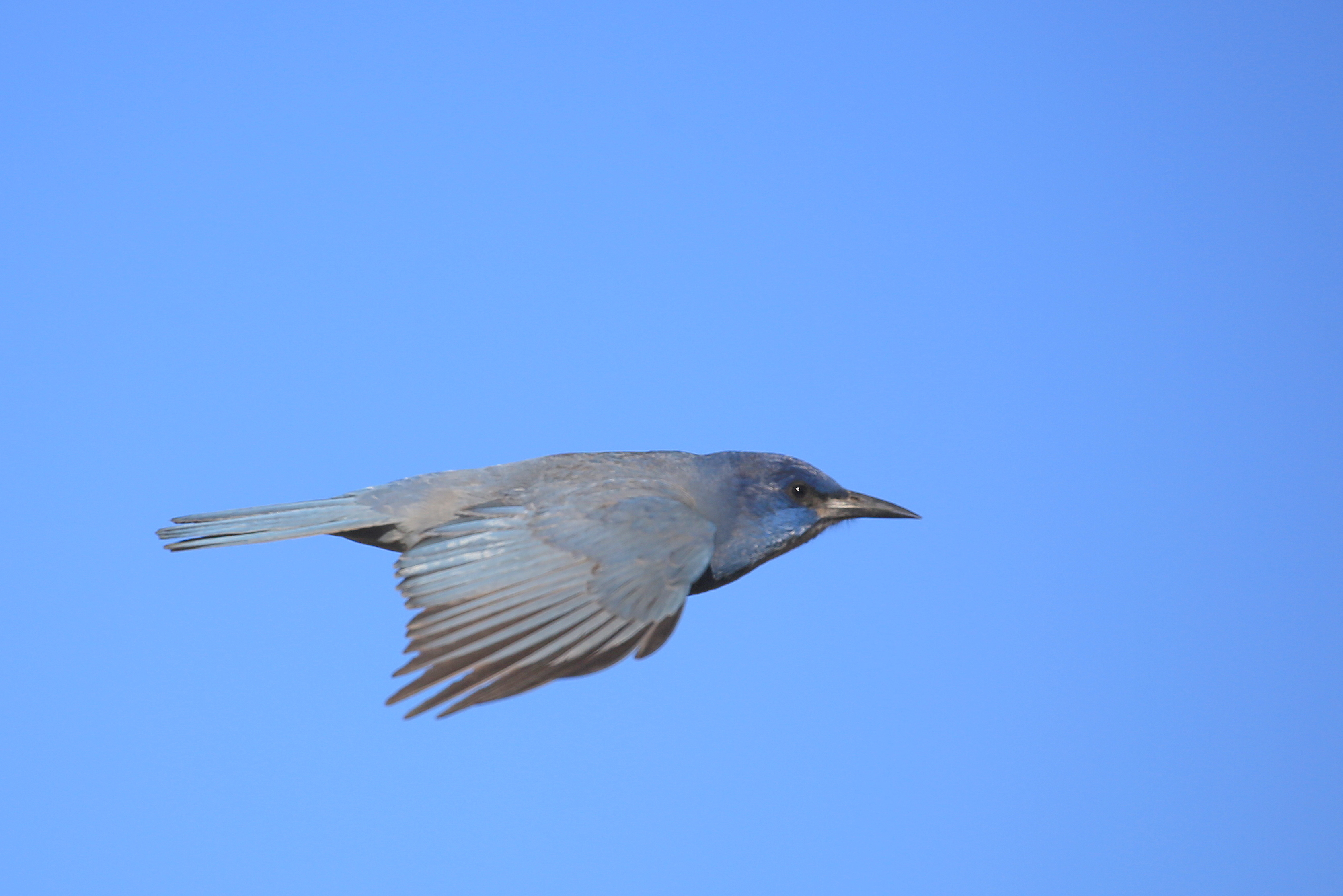
Modrowroniec podczas lotu

Jaja: od 2 do 5 jaj w jednym lęgu; jasne, zielononiebieskie przechodzące w szare, pokryte brązowymi plamkami. Długość ok. 2,6–3,4 cm, szerokość ok. 2–2,3 cm.
Wysiadywanie: samica wysiaduje jaja przez ok. 15–17 dni; w tym czasie partner dostarcza jej pożywienie, a stado dzieli się na dwie grupy według płci.
W ciągu roku wyprowadzany jest jeden lęg.
Pisklęta: wykluwające się pisklę jest nagie i bezbronne; opiekę nad pisklętami sprawuje oboje rodziców. Samica ogrzewa młode do momentu, w którym są w stanie samodzielnie utrzymać odpowiednią temperaturę ciała. Żywią się najczęściej owadami i miękkimi roślinami lub nasionami wydobytymi z szyszek. Młode opuszczają gniazdo po ok. trzech tygodniach, a następnie zbierają się w jedną grupę. Znane są przypadki, gdzie młodsze, niedojrzałe płciowo osobniki, pomagają w dostarczaniu pokarmu pisklętom.

## Status, zagrożenie i ochrona
Gatunek uznawany w Czerwonej Księdze Gatunków Zagrożonych IUCN za narażony na wyginięcie (VU) od roku 2004; wcześniej klasyfikowany był jako gatunek najmniejszej troski. Między rokiem 1970 a 2014 populacja modrowrońców zmniejszyła się o 85%. Jeżeli obecny trend się utrzyma, według szacunków liczebność tego gatunku ma spaść o połowę do roku 2036.
Za główne zagrożenia i przyczyny zmniejszenia się populacji tych ptaków w przeszłości uznaje się:
- niszczenie głównych typów środowiska zamieszkiwanych przez ten gatunek,
- stosowanie herbicydów, pługów oraz ognia jako środków mających zmienić terytoria zamieszkiwane przez modrowrońce w pastwiska dla bydła,
- długotrwałą suszę z początku XXI wieku[2].